# Athyreus bifurcatus
Athyreus bifurcatus is een keversoort uit de familie cognackevers (Bolboceratidae). De wetenschappelijke naam van de soort werd in 1819 gepubliceerd door Macleay.